# Abraham Drucker
Pour les articles homonymes, voir Drucker.
Abraham Drucker, né le 15 novembre 1903 à Davideni (ro) (Bucovine, alors située en Autriche-Hongrie) et mort le 9 décembre 1983 à Vire (Calvados), est un médecin français d'origine roumaine.
Interné comme israélite pendant l'Occupation allemande, il est nommé médecin-chef du camp de Drancy par Alois Brunner. Il est le père de Jean, Michel et Jacques Drucker.

## Biographie
Abraham Drucker est né le 15 novembre 1903 à Davideni (ro) (nom roumain de la localité, également connue sous le nom ukrainien de Давидівка (Davydivka), près de la ville de Tchernivtsi en Bucovine, alors située en Autriche-Hongrie, puis en Roumanie après 1918 et aujourd'hui en Ukraine),,,.

### France
Il étudie la médecine à l’université de Bucarest. En 1925, il arrive en France. Son diplôme de médecine n’étant pas reconnu, il refait des études de médecine à Grenoble, Paris, Tours et Nantes. Il soutient sa thèse en 1936. Il est naturalisé français à l’été 1937.
En 1934, il épouse Lola Schafler, née le 26 mars 1906 à Vienne (Autriche),.
En 1937, après avoir travaillé en Bretagne, il devient médecin-interne au sanatorium de Saint-Sever-Calvados, avec pour spécialité la tuberculose osseuse. Lola Drucker est infirmière.

### Seconde Guerre mondiale
En septembre 1939, Abraham Drucker est mobilisé d'abord comme infirmier puis médecin. Il est démobilisé en août 1940.

#### Calvados
Il retourne travailler au sanatorium.
À l’automne 1940, Abraham Drucker et Lola Drucker sont recensés comme « israélites » sur les listes établies en mairie et à la sous-préfecture de Vire (Calvados). Abraham Drucker se rend quotidiennement à la mairie de Saint-Sever-Calvados pour se faire pointer.

#### Arrestation
Abraham Drucker est arrêté le 28 avril 1942 par la Gestapo de Flers (Orne). Un employé du sanatorium, membre du Parti populaire français (un parti collaborationniste), l'a dénoncé.
La famille Drucker est dans le collimateur des autorités d’occupation depuis plusieurs mois. Abraham Drucker aide des prisonniers français employés à l’usine Berger de Martilly. Il aide les victimes civiles et britanniques du crash d’un avion de la Royal Air Force (RAF) le 13 avril 1941 à Saint-Sever-Calvados. Il exprime des positions gaullistes à son directeur, le docteur Faget. En janvier 1941, il tente de se faire radier de la liste des Juifs recensés dans le canton. Il correspond avec les services préfectoraux et la Feldkommandantur. Il inclut des certificats et des informations précises sur une partie de sa famille restée en Roumanie. Il déclare ne pas connaitre ses grands-parents. Il prétend que son prénom juif d'Abraham lui est donné à sa naissance par une sage-femme juive. Il donne les noms et les professions de trois cousins restés en Roumanie, affirmant qu'ils sont « tous de religion catholique ». Son frère Maurice Drucker, interne, à Saint-Sever-Calvados entre 1937 et 1939, serait mort en Roumanie après son arrestation fin 1944.
Avant son arrestation en avril 1942, Abraham Drucker figure sur une liste de 42 otages potentiels (juifs et communistes) fixée par la Feldkommandantur le 28 août 1941, en représailles à des actes de résistance opérés dans le Bessin. Sur cette liste, figurent d’autres Juifs de Vire et aucun n’est résistant. On y trouve aussi le nom du premier enfant des Drucker, Jean Drucker, âgé de seize jours.
Lorsque Abraham Drucker est arrêté en avril 1942, il est détenu quatre jours à la prison de Flers. Il est ensuite interrogé au siège de la Gestapo à Caen. Il est ensuite transféré à la prison de la Maladrerie. En mai 1942, il est emmené à Compiègne au Camp de Royallieu. Il est transféré à Drancy, le 26 mai 1943. Dans les deux camps, il occupe la fonction de médecin auprès des internés.
Après l’arrestation d'Abraham Drucker, Lola Drucker perd son emploi. Elle doit quitter son logement de fonction au sanatorium, et s’installe au no 27 de la rue Mont-Roty à Saint-Sever-Calvados. Le 6 juin 1942, elle se voit remettre l’étoile jaune à Vire en même temps que les familles Augier et Goldnadel. Elle quitte clandestinement le Calvados avec ses deux enfants (Jean Drucker et Michel Drucker, né le 12 septembre 1942) grâce à l’aide de plusieurs habitants de Saint-Sever-Calvados et de Sept-Frères. Elle trouve refuge auprès du docteur Faget au sanatorium de Bodiffé, situé sur la commune de Plémet dans les Côtes-d'Armor.

#### Médecin-chef du Camp de Drancy
Abraham Drucker arrive à Drancy le 26 mai 1943, en provenance de Compiègne, avec une quinzaine de prisonniers, dont cinq seront des cadres juifs du camp, réorganisé par l'officier SS Alois Brunner.
« Le télex habituel (pour le convoi 57 du 18 juillet 1943) à Eichmann et à Auschwitz est signé pour la première fois par Brünner, le grand maître de Drancy désormais ». Il signe de même les telex des convois de septembre et d'octobre 1943.
Mais après l'armistice entre l'Italie et les Alliés, en septembre 1943, Alois Brunner quitte Drancy, dont la « productivité baisse », pour Nice, et y reste jusqu'en décembre 1943. Le but est de poursuivre les Juifs réfugiés à Nice et dans sa région. Il arrive d'abord à Marseille, le 6 septembre 1943. Le 15 septembre 1943, Alois Brunner est à Nice. " 
Jean-Louis Panicacci note :

« Puis, le 15 septembre, Brunner établit ses services à l'hôtel Excelsior -situé à 200 mètres de la gare SNCF- qui devint l'antichambre de la déportation : "Les juifs, dès qu'ils arrivent à l'hôtel, sont dessaisis de tout leur avoir : argent, bijoux, valeurs, etc.-., qui constituent une masse utilisée pour payer la direction de l'hôtel précité les frais de nourriture et de logement de tous les israélites... Environ 12 policiers en civil opérèrent les arrestations de juifs ou de suspects, ils sont militaires, plusieurs sont sous-officiers... Les interprètes sont des juifs qui, jouissant d'une certaine liberté d'action se montrent à l'égard de leurs coreligionnaires plus stricts que les Allemands."  La plupart des médecins et infirmiers de l'Excelsior étaient aussi Israélites" »

— (Extrait du livre de Jean-Louis Panicacci, Les juifs et la question juive dans les Alpes-Maritimes de 1939 à 1945, p.39)
Les SS emmènent à Nice une partie du personnel médical qui est interné à Drancy, dont Abraham Drucker.
À la date du 14 décembre 1943, 2 500 Juifs ont été transférés à l'hôtel Excelsior, siège de la Gestapo, à proximité de la gare de Nice. Ils sont examinés par Abraham Drucker et doivent être transférés au camp de Drancy.
Après la Libération, Abraham Drucker témoigne :

« Pendant les trois mois que j’ai été détenu à l’Excelsior, j’ai été témoin et victime d’une terreur et d’atrocités effroyables. Cette équipe comprenait douze à quatorze tortionnaires sous le commandement de Brunner, procédait à des arrestations d’hommes, de femmes et d’enfants juifs, pour la plupart du temps effectuées la nuit, subissant tous des interrogatoires interminables sous la menace du revolver et souvent brutalement frappés afin d’avouer la qualité des Juifs et d’indiquer l’adresse des parents, maris, enfants, frères, etc. »

.
Abraham Drucker est témoin des séances de torture. Les SS tortionnaires à l’Excelsior, sous le commandement de Brunner, sont : Vogel, Ernst Bruckler,,,, Ullmann, Rolf Bilharz, Anton Zita, Herbert Gerbing. Des chasses à l’homme ont lieu dans les rues de Nice, en septembre et octobre 1943. Les nazis sont accompagnés par des « spécialistes » juifs chargés de vérifier, sous les porches des immeubles, si les hommes interpellés sont circoncis ou non.
Sur le point d’être déporté dans le dernier convoi de déportés partis de Drancy (le Convoi No. 79, en date du 17 août 1944, avec pour destination Buchenwald, Abraham Drucker est libéré le 18 août 1944.

### Après la guerre
Après sa libération, le Docteur Drucker retrouve sa femme et ses deux fils Jean et Michel au sanatorium de Bodiffé, leur refuge auprès du docteur Faget. Il retrouve d'abord sa place au sanatorium de Saint-Sever puis installe son cabinet de médecin à Vire, place de la Gare puis rue du Calvados.

### Hommage
Un bâtiment de l'hôpital de Vire porte le nom d'Abraham Drucker depuis 2006. La plaque précise « Médecin-chef au centre hospitalier de Vire. Officier de la Légion d'honneur ».

### Filmographie
- Qu'est-ce qu'on va faire de toi ?